# Lüdelsen
Lüdelsen este o comună din landul Saxonia-Anhalt, Germania.